# Латышский язык
Латы́шский язы́к (самоназвание — latviešu valoda) — один из двух восточнобалтийских языков, сохранившихся до наших дней (наряду с литовским). Латышский — единственный государственный язык Латвии, а также один из 24 официальных языков Европейского союза. 
На латышском разговаривает около двух миллионов человек (бо́льшая их часть проживает в Латвии), в том числе примерно для 1,5 миллионов человек он является родным.
Делится на три диалекта: верхнелатышский, среднелатышский и ливонский. Современный литературный латышский язык основывается на среднелатышском диалекте.
Первые письменные памятники появились в XVI веке. Современный латышский алфавит, основанный на латинице, содержит 33 буквы.
Ударение в латышских словах падает на первый слог. Гласные различаются по долготе; каждый долгий гласный звук несёт один из трёх тонов. По морфологическому строю латышский — флективный и синтетический язык. Синтаксис отличается относительно свободным порядком слов, базовым является порядок SVO. Лексика — по большей части исконная, среди заимствований преобладают германизмы и славянизмы.

## Лингвогеография

### Ареал и численность

Доля людей, использующих латышский язык как основной в семье (2011)

Количество носителей латышского как родного в Латвии согласно переписи 2011 года — 1 164 894 человека, что равняется около 56,3 % населения страны и 62,1 % от указавших свой язык (включая носителей латгальского диалекта, который иногда рассматривается в качестве отдельного языка); латышским языком в разной степени также владеет большинство проживающих в стране русскоязычных жителей, а также небольшое количество латышских эмигрантов и их потомков в других странах мира (США — 16 035, Ирландия, Англия, Канада, Бразилия, Россия (22 079 говорящих на 2010 год), Беларусь (по данным на 2009 год, из 1549 этнических латышей 386 указало латышский как родной, но лишь 9 говорит на нём дома), Новая Зеландия, Австралия, Германия и др.).

### Диалекты

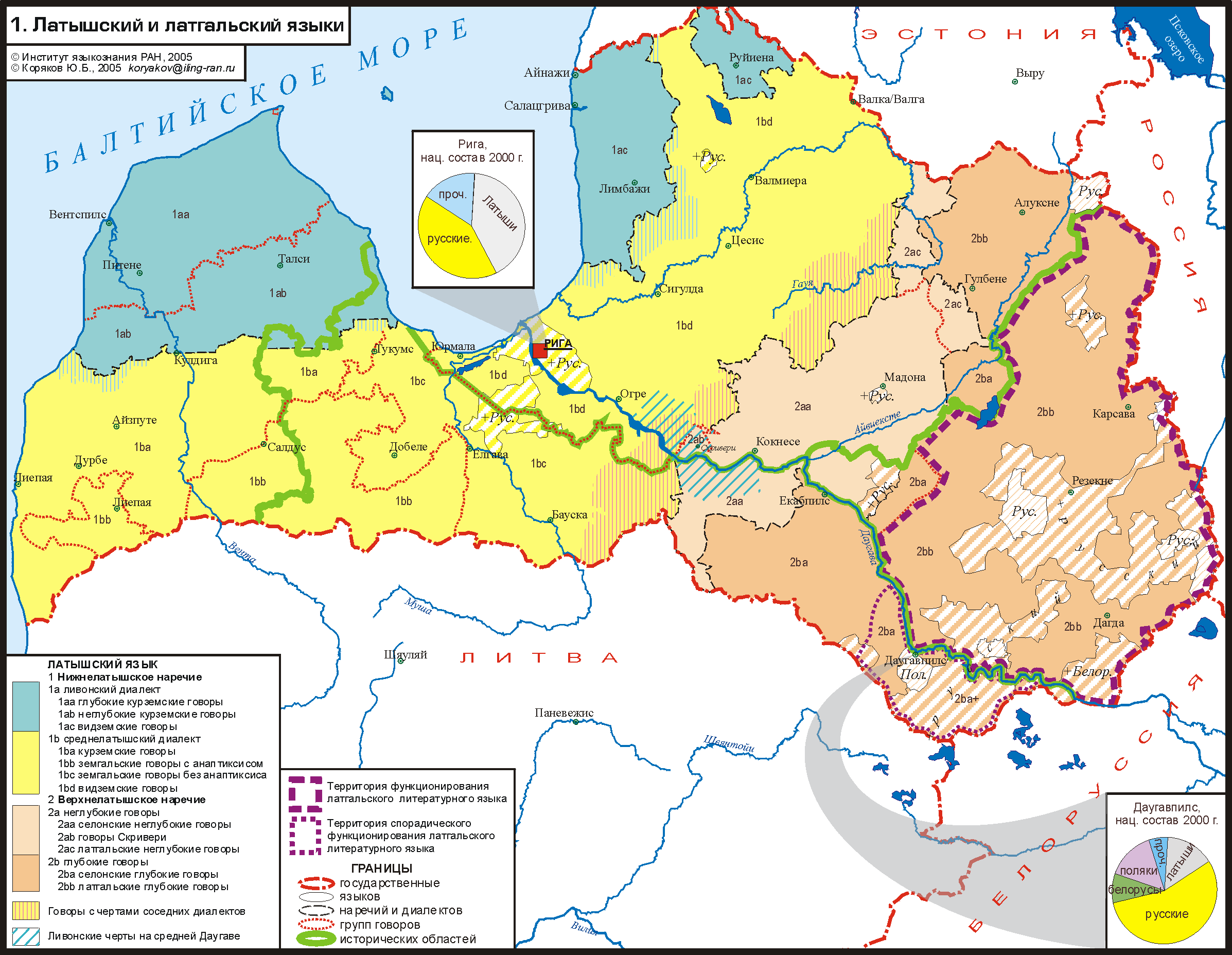
Диалекты латышского языка

Латышский язык традиционно делят на три основных диалекта: верхнелатышский (augšzemnieku dialekts), среднелатышский (vidus dialekts) и ливонский (lībiskais dialekts).
Верхнелатышский диалект сильно отличается от среднелатышского и ливонского (поэтому их в противоположность верхнелатышскому также называют нижнелатышскими). Распространён в Латгале, на востоке Видземе и в Аугшземе, включает в себя восточные (глубокие) и западные (неглубокие) говоры. Обе группы также делятся на селонские и латгальские говоры. Латгальские глубокие говоры иногда выделяют в отдельный язык — латгальский.
Среднелатышский диалект включает в себя видземские (центральная Видземе), земгальские (центральная Земгале) и куршские (юг Курземе) говоры.
Ливонский диалект, сформировавшийся на основе финно-угорского ливского субстрата, включает в себя видземские (северо-запад Видземе) и курземские (север Курземе) говоры.
Альтернативная классификация А. Гатерса предполагает следующее деление:
- среднелатышский диалект;
  - ливонский среднелатышский;
  - земгальский среднелатышский (zemgaliskās izloksnes);
  - куршский среднелатышский (kursiskās izloksnes);
  - земгальско-куршский среднелатышский (zemgaliski-kursiskās izloksnes);
- тамский диалект;
  - куршские тамские говоры;
  - ливонские тамские говоры;
- верхнелатышский диалект;
  - глубокие верхнелатышские говоры Латгалии (latgaliskās или nesēliskās dziļās izloksnes);
  - селонский верхнелатышский;
  - северная зона перехода к среднелатышскому;
  - центральная зона перехода к среднелатышскому;
  - южная зона перехода к среднелатышскому.

## История

Карта расселения балтийских племён в конце XII — начале XIII веков

Наряду с литовским, прусским и ятвяжским латышский восходит к прабалтийскому языку. Прабалтийские гласные *i, *ī, *u, *ū, *a, *ā сохранились в латышском без изменения. Собственно латышской инновацией является фонологизация противопоставления ɛ : æ, бывших изначально аллофонами фонемы e, реализовавшейся более открыто перед твёрдыми согласными и более закрыто перед мягкими. Дифтонг *eɪ̯, как и в литовском, через стадию монофтонга *ẹ перешёл в ɪ̯e. Таутосиллабические сочетания in, un, en, an дали в латышском ī, ū, ɪ̯e, u̯o. Большим изменениям подвергся ауслаут неодносложных слов: исчезли краткие a, e, i, долгие ā, ē, ī, ū сократились, дифтонги монофтонгизировались (aɪ̯, eɪ̯ > i, au > u). Как и в литовском, в латышском прабалтийское ō дифтонгизировалось в u̯o, что, однако, не нашло отражения на письме: лит. dúoti, лтш. dot «дать».
Важнейшим изменением в консонантизме является ликвидация противопоставления по мягкости-твёрдости:
- мягкие губные перешли в сочетание «губной + ļ» в анлауте и «губной + j» в инлауте;
- зубные *ť и *ď изменились в š и ž (через стадию č и dž, засвидетельствованную в литовском);
- *sʲ и *zʲ также дали š и ž;
- *kʲ и *gʲ изменились в c и dz.

Среднеязычные ķ и ģ происходят из сочетаний sk, zg в положении перед e, i, например, šķirt «разъединять» при лит. skìrti и režģis «решётка» при лит. rẽzgis, а также из заимствований.
Дифференциация между литовским и латышским языками началась предположительно в I веке н. э., а к V—VII векам эти языки окончательно разделились. В V—VI веках предки латышей стали активно продвигаться на север, занимая территории, ранее заселённые прибалтийско-финскими племенами. В связи с этим латышский начал контактировать с прибалтийско-финскими языками и восточно-славянскими диалектами.

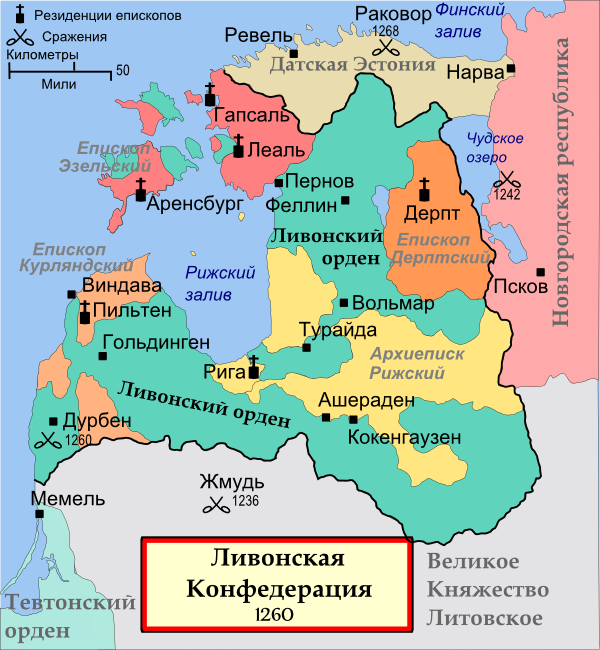
Ливонская Конфедерация в 1260 году

Изначально летты были лишь одним из восточно-балтийских племён. Вместе с ними Латвию населяли земгалы, селы и курши, а также прибалто-финский народ ливов. Все эти народы были со временем ассимилированы леттами в языковом отношении[когда?], а их языки оставили свой след в латышских диалектах.
В XII—XIII веках земли современных Латвии и Эстонии были завоёваны Орденом меченосцев. Правящей элитой стали немцы, латышский был языком сельского населения. Ситуация поменялась с Реформацией, когда духовенство стало проявлять интерес к латышскому языку.
Историю латышского литературного языка делят на три периода:
- старолатышский (senā latviešu valoda; XVI — первая половина XIX века). Латышский начинает использоваться немецкими священниками в религиозных текстах, на латышский переводится Библия, появляются первые словари и грамматики;
- младолатышский (1850—1890-е годы). Становление литературного языка в эпоху национального пробуждения;
- современный (1890-е — настоящее время).

Первая книга на латышском была издана в 1525 году, однако до наших дней она не дошла. Первый сохранившийся текст относится к 1550 году — это отрывок, включённый в книгу С. Мюнстера «Космография».
Со второй половины XVI века начинают появляться школы с обучением на латышском, в XVII веке такие школы уже существуют как в городе, так и в селе. П. Дини подчёркивает, что школы сыграли исключительную роль в становлении латышского национального самосознания. В 1685—1694 годах немецкий пастор Э. Глюк переводит на латышский Библию.

Латышский язык в Российской империи по переписи 1897 года

В 1822 году К. Ф. Ватсоном была основана первая газета на латышском — Latweeschu Awises (Latviešu Avīzes в современной орфографии) «Латышская газета». В 1856 году начинает свою деятельность движение младолатышей, организовывавшее по всей стране кружки, целью которых было пробуждение национального самосознания. Лидером движения был К. Вальдемарс, прочими активными деятелями — Ю. Алунанс, К. Баронс, Аусеклис, Ю. Барс, А. Лейтанс. С 1856 года младолатыши стали издавать газету Mahjas Weesis (Mājas Viesis в современной орфографии), а с 1862 года — «Peterburgas awises» (Pēterburgas Avīzes в современной орфографии) «Петербуржская газета», которую, впрочем, в 1865 году закрыли за публикацию статей о праве латышских крестьян на землю.
Важную роль для становления латышского литературного языка сыграл тот факт, что с начавшейся урбанизацией в города, бывшие до этого преимущественно немецкоговорящими, хлынул поток латышей из деревень. В 1879 году грамотность в Лифляндской губернии достигала 77,7 % (при среднем показателе по Российской империи 27 %).

### Пополнение лексики
Младолатыши активно работали над увеличением словарного запаса латышского литературного языка. Это делалось следующими способами: набор лексики из диалектов (диал. krasa «дождевой ливень» > лит. krasa «короткий ливень»); заимствование слов из других балтийских языков (прусск. kermens «тело» > ķermenis «тело», лит. kareivis «солдат» > kareivis «солдат»); создание неологизмов (zināt «знать» > zinātne «наука», nākt «приходить» > nākotne «будущее»); заимствование интернациональной лексики. 
После обретения Латвией независимости тенденции к унификации литературного языка получили логическое продолжение. В школах была введена единая норма, возросло количество лингвистических исследований.

### Окончательная кодификация
После присоединения Латвии к СССР резко возросла доля русского населения: в 1930-е годы она составляла около 12 %, к 1959 году выросла до 26,6 %, а в 1970 году составила уже 29,8 %. Вместе с тем возросло влияние русского языка на латышский. Произошёл рост латышско-русского билингвизма среди латышей. Знание русского языка было больше распространено среди мужчин, чем среди женщин, что связано со всеобщей воинской обязанностью мужского населения в СССР. Русский язык чаще использовался в городах и в тех районах, в которые после войны был наибольший приток русскоязычного населения. Он вытеснил латышский в административной сфере и в качестве языка производственных инструкций, он активно употреблялся в СМИ и образовании. Всё это вызвало большой приток заимствований и ка́лек из русского языка в латышский. 
Однако в то же время происходят расцвет латышской национальной культуры и расширение области употребления латышского языка. 
12 декабря 1958 года был одобрен новый союзный закон «О связи школы с жизнью и о дальнейшем развитии системы народного образования в СССР», который отменил обязательность изучения национальных языков союзных и автономных республик в русских школах этих республик. В Латвийской ССР в июне 1959 года было принято постановление об обязательном изучении государственными служащими латышского языка с последующей обязательной же сдачей экзаменов. За это летом 1959 года партийное руководство республики подверглось чистке.
В 1946 году при Академии наук Латвийской ССР начала работать Терминологическая комиссия, которая изданием ряда словарей завершила кодификацию латышского языка. Вначале предлагаемые термины публиковались для обсуждения в специальном бюллетене комиссии, а затем уже в словарях, таким образом определяя обязательное применение терминологии в научной, учебной и производственной практике. Началось издание словарей по современной методике: над каждой книгой работал авторский коллектив, редакторы, привлекались консультанты.  
- 1958. Технология металлов и элементы машин (латыш. Metālu tehnoloģija un mašīnu elementi). — 120 стр.
- 1959. Физика, математика, астрономия (латыш. Fizika, matemātika, astronomija). — 203 стр.
- 1960. Защита растений (латыш. Augu aizsardzība). — 591 стр.
- 1963. Словарь языковедческих терминов/ Составители Р. Грабис, Д. Барбаре, А. Бергмане (латыш. Valodniecības terminu vārdnīca / Sast. R. Grabis, Dz. Barbare, A. Bergmane). — 256 стр.
- 1964. Словарь физических терминов (латыш. Fizikas terminu vārdnīca). — 466 стр.
- 1968. Словарь терминов радиоэлектроники, электросвязи, автоматики и вычислительной техники (латыш. Radioelektronikas, elektrosakaru, automātikas un skaitļošanas tehnikas terminu vārdnīca).— 604 стр.
- 1969. Словарь терминов химии и химических технологий (латыш. Ķīmijas un ķīmijas tehnoloģijas terminu vārdnīca). — 777 стр.
- 1970. Словарь юридических терминов (латыш. Juridisko terminu vārdnīca). — 499 стр.
- 1973. Словарь агрономических терминов: агрохимия, растениеводство, садоводство, почвоведение, ландшафтное искусство, овощеводство, луговодство, земледелие (латыш. Agronomijas terminu vārdnīca: Agroķīmija, augkopība, augļkopība, augsnes zinātne, daiļ-dārzniecība, dārzeņkopība, pļavkopība, zemkopība). — 659 стр.
- 1974. Словарь терминов сельхозтехники (латыш. Lauksaimniecības tehnikas terminu vārdnīca). — 421 стр.
- 1975. Словарь экономических терминов (латыш. Ekonomikas terminu vārdnīca). — 598 стр.
- 1976. Словарь гидрометеорологических терминов (латыш. Hidrometeoroloģijas terminu vārdnīca). — 658 стр.
- 1978. Словарь педагогических терминов (латыш. Pedagoģijas terminu vārdnīca). — 472 стр.
- 1981. Словарь терминов экономической географии (латыш. Ekonomiskās ģeogrāfijas terminu vārdnīca). — 760 стр.
- 1989. Словарь терминов текстильной промышленности (латыш. Tekstilrūpniecības terminu vārdnīca). — 855 стр.

### Восстановление статуса государственного языка
После распада СССР государственным языком Латвии становится латышский, использование русского языка ограничивается, начинает возрастать процент знающих латышский язык среди национальных меньшинств, активизируется работа государственных учреждений, занимающихся контролем латышского языка. Уже в 1989 году был введён экзамен по латышскому языку для поступающих на госслужбу.

## Письменность

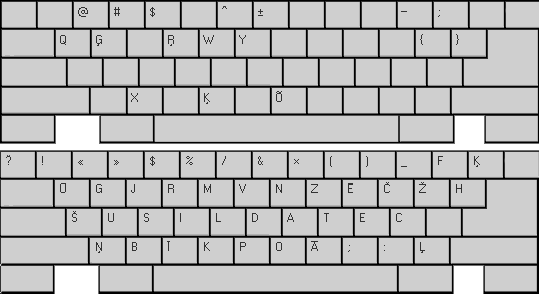
Латышская раскладка клавиатуры

Первоначально латышская письменность строилась по немецкому образцу. Использовался готический шрифт. В 1908 году комиссией под руководством К. Мюленбаха была создана, а в 1919 году официально утверждена версия алфавита на основе антиквы с диакритическими значками. В 1946 году из алфавита была исключена буква ŗ, обозначавшая звук /rʲ/, который в литературном языке и большинстве говоров совпал с /r/. С 1957 года вместо диграфа ch для обозначения звука /x/ стала использоваться буква h. Также из алфавита была исключена буква ō.

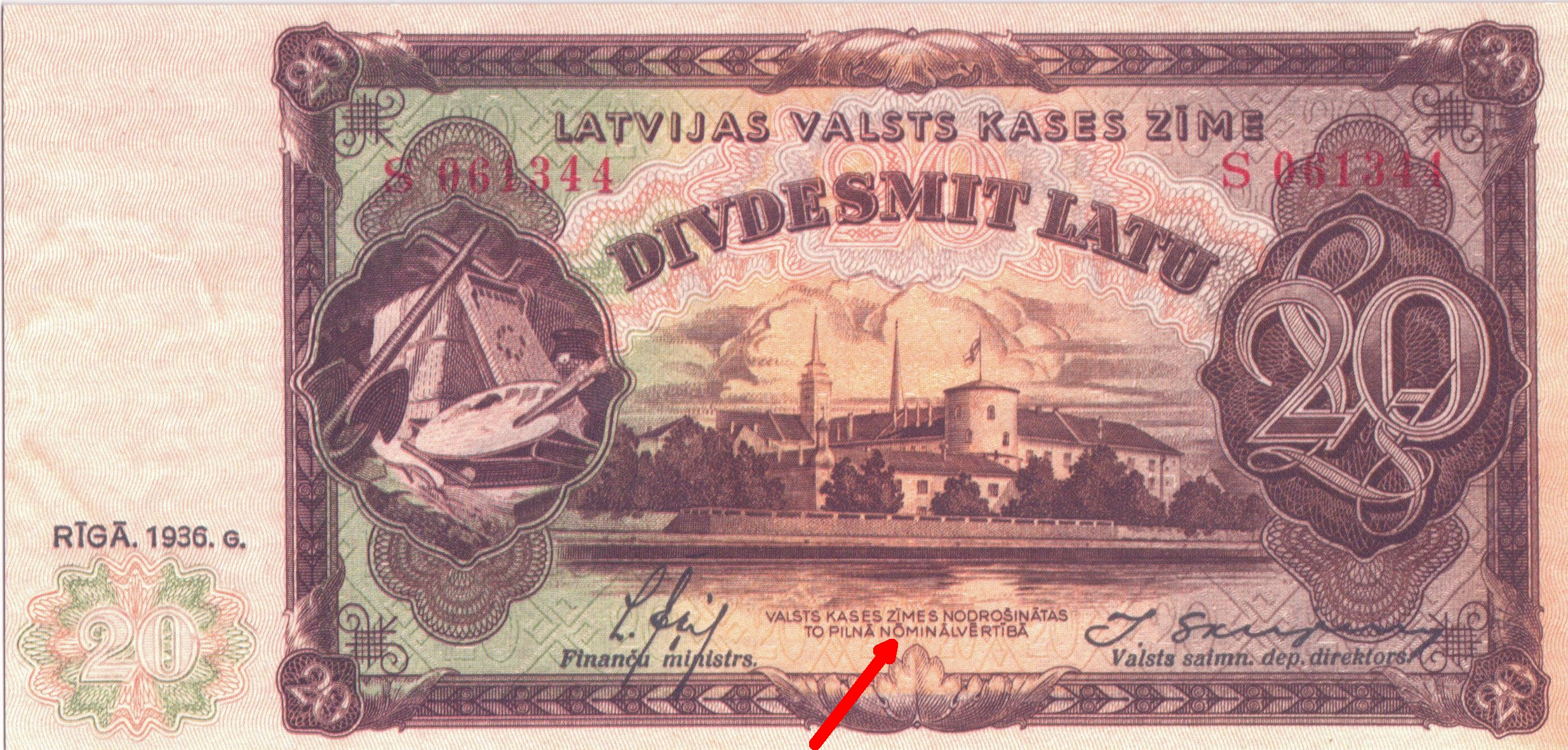
Купюра в 20 латов 1936 года с буквой ō

Современный латышский алфавит включает 33 буквы:
| №  | Буква | Название | Звучание (МФА) |
| -- | ----- | -------- | -------------- |
| 1  | A a   | a        | [ ɑ ]          |
| 2  | Ā ā   | garais ā | [ ɑː ]         |
| 3  | B b   | bē       | [ b ]          |
| 4  | C c   | cē       | [ t͡s ]         |
| 5  | Č č   | čē       | [ t͡ʃ ]         |
| 6  | D d   | dē       | [ d ]          |
| 7  | E e   | e        | [ ɛ ] [ æ ]    |
| 8  | Ē ē   | garais ē | [ ɛː ] [ æː ]  |
| 9  | F f   | ef       | [ f ]          |
| 10 | G g   | gā       | [ g ]          |
| 11 | Ģ ģ   | ģē       | [ ɟ ]          |
| 12 | H h   | hā       | [ x ]          |
| 13 | I i   | i        | [ i ]          |
| 14 | Ī ī   | garais ī | [ iː ]         |
| 15 | J j   | jē       | [ j ]          |
| 16 | K k   | kā       | [ k ]          |
| 17 | Ķ ķ   | ķē       | [ c ]          |

| №  | Буква | Название | Звучание (МФА)    |
| -- | ----- | -------- | ----------------- |
| 18 | L l   | el       | [ l ]             |
| 19 | Ļ ļ   | eļ       | [ ʎ ]             |
| 20 | M m   | em       | [ m ]             |
| 21 | N n   | en       | [ n ]             |
| 22 | Ņ ņ   | eņ       | [ ɲ ]             |
| 23 | O o   | o        | [u̯ɐ] [ ɔ ] [ ɔː ] |
| 24 | P p   | pē       | [ p ]             |
| 25 | R r   | er       | [ r ]             |
| 26 | S s   | es       | [ s ]             |
| 27 | Š š   | eš       | [ ʃ ]             |
| 28 | T t   | tē       | [ t ]             |
| 29 | U u   | u        | [ u ]             |
| 30 | Ū ū   | garais ū | [ uː ]            |
| 31 | V v   | vē       | [ v ]             |
| 32 | Z z   | zē       | [ z ]             |
| 33 | Ž ž   | žē       | [ ʒ ]             |

Буквы q, w, x, y в алфавит не входят.
Буква o читается как дифтонг u̯o в исконно латышских словах, старых заимствованиях, большинстве топонимов, а также части фамилий. Как монофтонг ɔ или ɔː она читается в новых заимствованиях, ряде топонимов и фамилий. В некоторых словах, например, citrons «лимон» и balkons «балкон», зафиксированы колебания между ɔː и u̯o.
Долгота гласных обозначается макроном (garumzīme).
Иноязычные имена и фамилии графически (и морфологически) адаптируются: англ. John Kennedy «Джон Кеннеди» > Džons Kenedijs, англ. Jennifer Aniston «Дженнифер Энистон» > Dženifera Anistone.
При общении в Интернете, в SMS-сообщениях и в других случаях, когда у пишущего отсутствует латышская клавиатура, используются три основных способа передачи латышской графики. При первом диакритические значки просто опускаются: šī brīnišķīgā mūzika «эта чудесная музыка» > si briniskiga muzika. При втором все диакритические значки заменяются апострофом: s’i' bri’nis’k’i’ga' mu’zika. При третьем долгота гласных передаётся удвоением буквы, гачек заменяется на h, а седиль — на j: shii briinishkjiigaa muuzika.

## Лингвистическая характеристика

### Фонетика и фонология

#### Гласные
Система гласных фонем современного латышского языка включает следующие монофтонги (знаком ː обозначены долгие гласные):
| Подъём  | Ряд      | Ряд     | Ряд      |
| Подъём  | Передний | Средний | Задний   |
| ------- | -------- | ------- | -------- |
| Верхний | i iː     |         | u uː     |
| Средний | ɛ ɛː     |         | (ɔ) (ɔː) |
| Нижний  | æ æː     | a aː    |          |

Фонемы /ɔ/ и /ɔː/ в современном латышском языке встречаются только в заимствованиях. Разница между /ɛ/ и /æ/ на письме никак не отражается, для обозначения обеих фонем служит буква e (таким же образом, долгие /ɛː/ и /æː/ обозначаются одной буквой ē).
Двумя отдельными фонемами являются дифтонги /ɪ̯ɐ/ (на письме — ie) и /u̯ɐ/ (на письме — o). Остальные дифтонги латышского языка — /au̯/, /aɪ̯/, /eɪ̯/ и /uɪ̯/ — с фонологической точки зрения являются двухфонемными сочетаниями (первые три встречаются только в заимствованиях).
Долгота гласных носит смыслоразличительный характер: mele «лгунья» — mēle «язык», pile «капля» — pīle «утка». Долгие гласные приблизительно в два с половиной раза дольше кратких.

#### Согласные
Система консонантизма латышского языка (в скобки взяты позиционные варианты фонем или фонемы, встречающиеся только в заимствованиях; в парах согласных слева приведены глухие согласные, справа — звонкие):
|               | Губные | Альвеолярные | Постальвеолярные | Палатальные | Велярные |
| ------------- | ------ | ------------ | ---------------- | ----------- | -------- |
| Взрывные      | p b    | t d          |                  | c ɟ         | k ɡ      |
| Носовые       | m      | n            |                  | ɲ           | (ŋ)      |
| Аффрикаты     |        | t͡s d͡z        | t͡ʃ d͡ʒ            |             |          |
| Щелевые       | (f) v  | s z          | ʃ ʒ              |             | (x)      |
| Аппроксиманты | (w)    |              |                  | j           |          |
| Боковые       |        | l            |                  | ʎ           |          |
| Дрожащие      |        | r            |                  |             |          |

Заднеязычный /ŋ/ является позиционным вариантом /n/ в положении перед велярными согласными k и g. Согласный /v/ реализуется как /w/ в положении после гласного на конце слова или перед согласным: tēvs [tæːws] «отец». Ранее имелся также звук /rʲ/ (в орфографии — ŗ), но в настоящее время он встречается только в речи представителей старшего поколения (преимущественно в Курземе), а сама буква была из алфавита изъята.
Согласные /f/ и /x/ (в орфографии — h) встречаются только в заимствованиях.
В сочетаниях «глухой + звонкий» или «звонкий + глухой» второй согласный ассимилирует первый по звонкости: gads [gats] «год», labs [laps] «хороший», atbilde [adbilde] «ответ». На конце слова сочетания согласных -ds и -ts произносятся как c, а -šs и -žs как š.

#### Просодия
Ударение в латышском языке почти всегда падает на первый слог. Исключение составляют некоторые сложные слова, как например отрицательные наречия и местоимения (nekas «ничто», nekad «никогда», nekur «нигде»), формы превосходной степени наречий и местоимений с приставкой vis- (vislabākais «самый лучший», vismaz «по крайней мере»), сложные слова с частями jeb- (jebkurš «кто угодно», jebkad «когда угодно», jebkur «где угодно»), ik- (ikkatrs «любой», ikreiz «всякий раз»), pus- (pusotra «полтора») и некоторые отдельные лексемы (labdien «добрый день», labrīt «доброе утро», varbūt «может быть»). В этих словах ударение падает на второй слог от начала. В отдельных случаях оно может стоять даже на третьем от начала слоге (neparko «ни за что»). Кроме того, исключение составляют некоторые заимствования.
Наряду с ударением в латышском языке присутствует система тонов. Они не связаны с ударением и присущи каждому долгому слогу. Системы тонов в диалектах латышского сильно отличаются друг от друга. Литературный язык основывается на среднелатышском диалекте, различающем три тона: длительный (stieptā intonācija), нисходящий (krītošā intonācija) и прерывистый (lauztā intonācija). Длительный тон отличается ровной интонацией на протяжении всего гласного, нисходящий — высокой интонацией, понижающейся к концу гласного, при прерывистом тоне произношение гласного разбивается на две половины аналогом датского stød. На письме тоны никак не обозначаются, но в научной литературе используются символы ͂ (для длительного тона), ` (для нисходящего тона), ˆ (для прерывистого тона). Тоны могут изменять значение слова (хотя количество минимальных пар невелико): tã «та» — tà «того» — tâ «так». В современном литературном латышском имеется тенденция к переходу на двухтоновую систему, различающую только длительный и недлительный тоны.
В настоящее время трёхтоновая система имеется только в среднелатышском диалекте. В ливонском диалекте нисходящий тон совпал с прерывистым, а в верхнелатышском длительный совпал с нисходящим. Это можно проиллюстрировать следующим примером:
|        | среднелатышский диалект | ливонский диалект | верхнелатышский диалект |
| ------ | ----------------------- | ----------------- | ----------------------- |
| сосуд  | traũks                  | traũks            | tràuks                  |
| дрожжи | raûgs                   | raûgs             | raûgs                   |
| друг   | dràugs                  | draûgs            | dràugs                  |

Латышские тоны находят следующее соответствие в литовском:
1. литовскому циркумфлексу (восходящая интонация) соответствует латышский нисходящий тон: лит. draũgas — лтш. dràugs — «друг», лит. pir̃kti — лтш. pìrkt «покупать»;
2. литовскому акуту (нисходящая интонация) соответствуют латышские длительный и прерывистый тоны: лит. brólis — лтш. brā̃lis «брат», лит. láimė — лтш. laĩme «счастье», лит. kárštas — лтш. kaȓsts «горячий», лит. líepa — лтш. liẽpa «липа», лит. sáulė — лтш. saũle «солнце». Распределение регулируется законом Эндзелина: длительный тон характеризует слоги с исконным акутом, а прерывистый — слоги, на которые ударение было оттянуто с окончания.

К. Буга датировал перестройку литовской просодии XII веком.

### Морфология
В латышском выделяют десять частей речи: имя существительное, имя прилагательное, имя числительное, местоимение, наречие, глагол, предлог, союз, частица, междометие.
У склоняемых частей речи различаются шесть падежей: именительный, родительный, дательный, винительный, местный и звательный.
Творительный падеж в латышском исчез, и в его функции сегодня употребляется предлог ar «с» с винительным падежом в единственном числе и дательным во множественном: griezt maizi ar nazi «резать хлеб ножом», griezt maizi ar nažiem «резать хлеб ножами». В старолатышских текстах встречаются также формы иллатива: krustan sists «прибитый к кресту».
Родов в латышском языке два — мужской и женский.

#### Имя существительное
Существительное характеризуется грамматическими категориями рода, числа и падежа.
В латышском языке выделяют 6 склонений.
По I—III склонениям изменяются существительные мужского рода, по IV—VI — женского. В I склонении существительные оканчиваются в именительном падеже единственного числа на -s и -š, во II — на -is, в III — на -us, в IV — на -a, в V — на -e, в VI — на -s. У II, V, VI склонений в некоторых формах происходит чередование согласных. Кроме того, во II склонение входят бывшие основы на согласный akmens «камень», asmens «лезвие», rudens «осень», ūdens «вода», zibens «молния», mēness «луна», отличаясь от обычных основ данного склонения окончанием -s в именительном и родительном падежах единственного числа. Ранее по III склонению также изменялись три слова женского рода, ragus «сани», dzirnus «мельница», pelus «мякина» (все — pluralia tantum), но в современном латышском их вытеснили производные IV склонения ragavas, dzirnavas, pelavas. К III склонению относится относительно немного слов: например, слова alus, apvidus, dienvidus, klepus, ledus, lietus, medus, tirgus, vidus, viltus (соответственно, означают «пиво, местность, полдень, кашель, лёд, дождь, мёд, рынок, середина, лукавство»); такие имена собственные, как Edžus, Ingus; топонимы Zebrus, Saldus.
Склонение существительных на примере слов draugs «друг», brālis «брат», tirgus «рынок», māsa «сестра», meitene «девочка», sirds «сердце»:
|         | I        | II      | III     | IV          | V        | VI     |
| ------- | -------- | ------- | ------- | ----------- | -------- | ------ |
| И. ед.  | draugs   | brālis  | tirgus  | māsa        | meitene  | sirds  |
| Р. ед.  | drauga   | brāļa   | tirgus  | māsas       | meitenes | sirds  |
| Д. ед.  | draugam  | brālim  | tirgum  | māsai       | meitenei | sirdij |
| В. ед.  | draugu   | brāli   | tirgu   | māsu        | meiteni  | sirdi  |
| М. ед.  | draugā   | brālī   | tirgū   | māsā        | meitenē  | sirdī  |
| Зв. ед. | draugs!  | brāli!  | tirgus! | mās!, māsa! | meiten!  | sirds! |
| И. мн.  | draugi   | brāļi   | tirgi   | māsas       | meitenes | sirdis |
| Р. мн.  | draugu   | brāļu   | tirgu   | māsu        | meiteņu  | siržu  |
| Д. мн.  | draugiem | brāļiem | tirgiem | māsām       | meitenēm | sirdīm |
| В. мн.  | draugus  | brāļus  | tirgus  | māsas       | meitenes | sirdis |
| М. мн.  | draugos  | brāļos  | tirgos  | māsās       | meitenēs | sirdīs |

#### Имя прилагательное
Латышские прилагательные бывают краткими (неопределёнными) и полными (определёнными).
Полные формы употребляются для обозначения известного, знакомого, определённого. Например, латышскому словосочетанию с полным прилагательным mazā meitene «маленькая девочка» в германских языках соответствуют словосочетания с определённым артиклем: англ. the little girl, нем. das kleine Mädchen, нидерл. het kleine meisje, норв. den lille piken.
Кроме того, полные формы употребляются:
- после указательных местоимений: šis jaunais direktors «этот молодой директор»;
- после притяжательных местоимений и существительных в родительном падеже, передающих притяжательность: mana jaunā automašīna «мой новый автомобиль», tēva jaunā automašīna «новый автомобиль отца»;
- после местоимений viss «весь» и abi «оба»: visi jaunie pilsoņi «все молодые граждане», abas mazās māsas «обе маленькие сестры»;
- в именах собственных: Pēteris Lielais «Пётр Великий»;
- при обращении: mīļie draugi! «дорогие друзья!»;
- после оборота viens no «один из»;
- при субстантивации: kurlmēmais «глухонемой»;
- в обобщённом значении: baltais lācis «белый медведь».

Некоторые прилагательные — например, galvenais «главный», pēdējais «последний» — употребляются только в полной форме.
Краткие прилагательные изменяются как существительные I (мужской род) и IV (женский род) склонений. Полные прилагательные обладают собственным склонением.
Склонение прилагательных на примере слова liels «большой»:
|        | Краткие формы | Краткие формы | Полные формы | Полные формы |
|        | м. р.         | ж. р.         | м. р.        | ж. р.        |
| ------ | ------------- | ------------- | ------------ | ------------ |
| И. ед. | liels         | liela         | lielais      | lielā        |
| Р. ед. | liela         | lielas        | lielā        | lielās       |
| Д. ед. | lielam        | lielai        | lielajam     | lielajai     |
| В. ед. | lielu         | lielu         | lielo        | lielo        |
| М. ед. | lielā         | lielā         | lielajā      | lielajā      |
| И. мн. | lieli         | lielas        | lielie       | lielās       |
| Р. мн. | lielu         | lielu         | lielo        | lielo        |
| Д. мн. | lieliem       | lielām        | lielajiem    | lielajām     |
| В. мн. | lielus        | lielas        | lielos       | lielās       |
| М. мн. | lielos        | lielās        | lielajos     | lielajās     |

Формы сравнительной степени прилагательных (как полных, так и кратких) образуются путём добавления суффикса -āk-: labs «хороший» > labāks «более хороший», labāka «более хорошая»; labais > labākais, labākā. Формы превосходной степени образуются при помощи присоединения к форме сравнительной степени префикса vis-: vislabāks, vislabāka, vislabākais, vislabākā. Кроме того, в качестве форм превосходной степени используются сочетания местоимения pats «сам», pati «сама» с формой сравнительной степени полного прилагательного: pats labākais «самый лучший», pati labākā «самая лучшая».

#### Числительное
Числительные от одного до двадцати одного:
|    | Количественные  | Порядковые        |
| -- | --------------- | ----------------- |
| 1  | viens           | pirmais           |
| 2  | divi            | otrais            |
| 3  | trīs            | trešais           |
| 4  | četri           | ceturtais         |
| 5  | pieci           | piektais          |
| 6  | seši            | sestais           |
| 7  | septiņi         | septītais         |
| 8  | astoņi          | astotais          |
| 9  | deviņi          | devītais          |
| 10 | desmit(s)       | desmitais         |
| 11 | vienpadsmit     | vienpadsmitais    |
| 12 | divpadsmit      | divpadsmitais     |
| 13 | trīspadsmit     | trīspadsmitais    |
| 14 | četrpadsmit     | četrpadsmitais    |
| 15 | piecpadsmit     | piecpadsmitais    |
| 16 | sešpadsmit      | sešpadsmitais     |
| 17 | septiņpadsmit   | septiņpadsmitais  |
| 18 | astoņpadsmit    | astoņpadsmitais   |
| 19 | deviņpadsmit    | deviņpadsmitais   |
| 20 | divdesmit       | divdesmitais      |
| 21 | divdesmit viens | divdesmit pirmais |

Числительные от тридцати до миллиона:
|       | Количественные             | Порядковые      |
| ----- | -------------------------- | --------------- |
| 30    | trīsdesmit                 | trīsdesmitais   |
| 40    | četrdesmit                 | četrdesmitais   |
| 50    | piecdesmit                 | piecdesmitais   |
| 60    | sešdesmit                  | sešdesmitais    |
| 70    | septiņdesmit               | septiņdesmitais |
| 80    | astoņdesmit                | astoņdesmitais  |
| 90    | deviņdesmit                | deviņdesmitais  |
| 100   | simt(s)                    | simtais         |
| 200   | divsimt / divi simti       | divsimtais      |
| 300   | trīssimt / trīs simti      | trīssimtais     |
| 400   | četrsimt / četri simti     | četrsimtais     |
| 500   | piecsimt / pieci simti     | piecsimtais     |
| 600   | sešsimt / seši simti       | sešsimtais      |
| 700   | septiņsimt / septiņi simti | septiņsimtais   |
| 800   | astoņsimt / astoņi simti   | astoņsimtais    |
| 900   | deviņsimt / deviņi simti   | deviņsimtais    |
| 1000  | tūkstoš / tūkstotis        | tūkstošais      |
| 2000  | divtūkstoš / divi tūkstoši | divtūkstošais   |
| 1 млн | miljons                    | miljonais       |

#### Местоимение
С точки зрения семантики выделяются следующие разряды латышских местоимений:
- личные: es «я», tu «ты», viņš «он», viņa «она»;
- возвратное: sevis «себя»;
- притяжательные: mans «мой», tavs «твой», savs «свой»;
- указательные: šis «этот», tas «тот», viņš «тот»;
- вопросительно-относительные: kas «кто, что», kāds «какой», kurš «который»;
- неопределённые: kaut kas «кое-кто», dažs «некоторый»;
- определительное: pats «сам»;
- отрицательные: nekas «никто, ничто», nekāds «никакой».

Склонение личных (первого и второго лиц) и возвратного местоимений:
| Падеж        | Единственное число | Единственное число | Множественное число | Множественное число | Возвратное |
| Падеж        | 1-е лицо           | 2-е лицо           | 1-е лицо            | 2-е лицо            | Возвратное |
| Падеж        | Я                  | Ты                 | Мы                  | Вы                  | Себя       |
| ------------ | ------------------ | ------------------ | ------------------- | ------------------- | ---------- |
| Именительный | es                 | tu                 | mēs                 | jūs                 | —          |
| Родительный  | manis              | tevis              | mūsu                | jūsu                | sevis      |
| Дательный    | man                | tev                | mums                | jums                | sev        |
| Винительный  | mani               | tevi               | mūs                 | jūs                 | sevi       |
| Местный      | manī               | tevī               | mūsos               | jūsos               | sevī       |

Склонение личных местоимений третьего лица:
| Падеж        | Единственное число | Единственное число | Множественное число | Множественное число |
| Падеж        | Мужской род        | Женский род        | Мужской род         | Женский род         |
| Падеж        | Он                 | Она                | Они                 | Они                 |
| ------------ | ------------------ | ------------------ | ------------------- | ------------------- |
| Именительный | viņš               | viņa               | viņi                | viņas               |
| Родительный  | viņa               | viņas              | viņu                | viņu                |
| Дательный    | viņam              | viņai              | viņiem              | viņām               |
| Винительный  | viņu               | viņu               | viņus               | viņas               |
| Местный      | viņā               | viņā               | viņos               | viņās               |

Склонение указательных местоимений:
| Падеж        |                     |                    |                    |                    |
| Падеж        | Мужской род         | Женский род        | Мужской род        | Женский род        |
| Падеж        | Этот                | Эта                | Тот                | Та                 |
| ------------ | ------------------- | ------------------ | ------------------ | ------------------ |
|              | Единственное число  |                    |                    |                    |
| Именительный | šis                 | šī                 | tas                | tā                 |
| Родительный  | šā, šī              | šās, šīs           | tā                 | tās                |
| Дательный    | šim                 | šai                | tam                | tāi                |
| Винительный  | šo                  | šo                 | to                 | to                 |
| Местный      | šajā, šai, šinī     | šajā, šai, šinī    | tajā, tai, tanī    | tajā, tai, tanī    |
|              | Множественное число |                    |                    |                    |
| Именительный | šie                 | šīs                | tie                | tās                |
| Родительный  | šo                  | šo                 | to                 | to                 |
| Дательный    | šiem                | šīm                | tiem               | tām                |
| Винительный  | šos                 | šīs                | tos                | tās                |
| Местный      | šajos, šais, šinīs  | šajās, šais, šinīs | tajos, tais, tinīs | tajās, tais, tinīs |

#### Глагол
У латышского глагола выделяют грамматические категории наклонения, времени, лица, числа и залога (у именных форм глагола — также рода и падежа).
У каждого глагола есть три основы: инфинитива, настоящего времени и прошедшего времени. Зачастую основы инфинитива и прошедшего времени совпадают.
Также, некоторыми лингвистами выделяется категория вида, однако не является полной грамматической категорией, а скорее типичной функционально-семантической категорией. Чёткая видовая оппозиция (например, lasīt/izlasīt) охватывает не все латышские глаголы.
Спряжения
Глаголы (за исключением неправильных būt «быть», dot «дать» и iet «идти») принято делить на три спряжения:
- к I относятся те глаголы, у которых основы инфинитива, настоящего времени и прошедшего времени состоят из одного слога: например, liet «лить» — leju «лью» — lēju «я лил»;
- ко II относятся те, у которых все три основы состоят из не менее чем двух слогов (количество слогов в основах одинаково): например, mazgāt «мыть» — mazgāju «мою» — mazgāju «я мыл»;
- к III относятся те, у которых основы инфинитива и прошедшего времени состоят из не менее чем двух слогов, а основа настоящего времени короче на один слог: например, lasīt «читать» — lasu «читаю» — lasīju «я читал».

Хотя I спряжение довольно многочисленно, в современном латышском оно уже непродуктивно.
Времена
Различаются шесть времён: прошедшее простое, прошедшее сложное, настоящее простое, настоящее сложное, будущее простое и будущее сложное. Настоящее сложное выражает действие, результат которого сохраняется к моменту речи. Прошедшее сложное используется для обозначения действия, которое завершилось раньше другого действия в прошлом. Будущее сложное обозначает действие, которое закончится до другого действия в будущем.
Простое будущее образуется от основы инфинитива прибавлением суффикса -s- (в 1-м лице единственного числа — -š- < *-sj-) и особых окончаний.
Спряжение глаголов I группы nest «нести» и pirkt «покупать» в простых временах:
|            | Настоящее | Настоящее | Прошедшее | Прошедшее | Будущее            | Будущее            |
| ---------- | --------- | --------- | --------- | --------- | ------------------ | ------------------ |
| 1-е ед. ч. | nesu      | pērku     | nesu      | pirku     | nesīšu             | pirkšu             |
| 2-е ед. ч. | nes       | pērc      | nesi      | pirki     | nesīsi             | pirksi             |
| 3-е ед. ч. | nes       | pērk      | nesa      | pirka     | nesīs              | pirks              |
| 1-е мн. ч. | nesam     | pērkam    | nesām     | pirkām    | nesīsim            | pirksim            |
| 2-е мн. ч. | nesat     | pērkat    | nesāt     | pirkāt    | nesīsit / nesīsiet | pirksit / pirksiet |
| 3-е мн. ч. | nes       | pērk      | nesa      | pirka     | nesīs              | pirks              |

У глагола nest формы настоящего времени произносятся с открытым [æ] в корне, а формы прошедшего времени — с закрытым [ɛ].
Спряжение глаголов II группы mazgāt «мыть» (невозвратный) и mazgāties «мыться» (возвратный) в простых временах:
|            | Настоящее | Настоящее   | Прошедшее | Прошедшее   | Будущее              | Будущее                    |
| ---------- | --------- | ----------- | --------- | ----------- | -------------------- | -------------------------- |
| 1-е ед. ч. | mazgāju   | mazgājos    | mazgāju   | mazgājos    | mazgāšu              | mazgāšos                   |
| 2-е ед. ч. | mazgā     | mazgājies   | mazgāji   | mazgājies   | mazgāsi              | mazgāsies                  |
| 3-е ед. ч. | mazgā     | mazgājas    | mazgāja   | mazgājās    | mazgās               | mazgāsies                  |
| 1-е мн. ч. | mazgājam  | mazgājamies | mazgājām  | mazgājāmies | mazgāsim             | mazgāsimies                |
| 2-е мн. ч. | mazgājat  | mazgājaties | mazgājāt  | mazgājāties | mazgāsit / mazgāsiet | mazgāsities / mazgāsieties |
| 3-е мн. ч. | mazgā     | mazgājas    | mazgāja   | mazgājās    | mazgās               | mazgāsies                  |

Спряжение глаголов III группы gribēt «желать» и lasīt «читать» в простых временах:
|            | Настоящее | Настоящее | Прошедшее | Прошедшее | Будущее              | Будущее            |
| ---------- | --------- | --------- | --------- | --------- | -------------------- | ------------------ |
| 1-е ед. ч. | gribu     | lasu      | gribēju   | lasīju    | gribēšu              | lasīšu             |
| 2-е ед. ч. | gribi     | lasi      | gribēji   | lasīji    | gribēsi              | lasīsi             |
| 3-е ед. ч. | grib      | lasa      | gribēja   | lasīja    | gribēs               | lasīs              |
| 1-е мн. ч. | gribam    | lasām     | gribējām  | lasījām   | gribēsim             | lasīsim            |
| 2-е мн. ч. | gribat    | lasāt     | gribējāt  | lasījāt   | gribēsit / gribēsiet | lasīsit / lasīsiet |
| 3-е мн. ч. | grib      | lasa      | gribēja   | lasīja    | gribēs               | lasīs              |

Спряжение неправильных глаголов būt — «быть», iet — «идти» и dot — «дать» в простых временах:
|            | Настоящее | Настоящее | Настоящее | Прошедшее  | Прошедшее | Прошедшее | Будущее        | Будущее        | Будущее        |
| ---------- | --------- | --------- | --------- | ---------- | --------- | --------- | -------------- | -------------- | -------------- |
| 1-е ед. ч. | esmu      | eju       | dodu      | biju       | gāju      | devu      | būšu           | iešu           | došu           |
| 2-е ед. ч. | esi       | ej        | dod       | biji       | gāji      | devi      | būsi           | iesi           | dosi           |
| 3-е ед. ч. | ir        | iet       | dod       | bija/ bij  | gāja      | deva      | būs            | ies            | dos            |
| 1-е мн. ч. | esam      | ejam      | dodam     | bijām      | gājām     | devām     | būsim          | iesim          | dosim          |
| 2-е мн. ч. | esat      | ejat      | dodat     | bijāt      | gājāt     | devāt     | būsit / būsiet | iesit / iesiet | dosit / dosiet |
| 3-е мн. ч. | ir        | iet       | dod       | bija / bij | gāja      | deva      | būs            | ies            | dos            |

Формы сложных времён состоят из спрягаемой формы глагола būt «быть» в соответствующем времени и активного причастия прошедшего времени в именительном падеже.
Наклонения
В латышском языке четыре наклонения: изъявительное (īstenības izteiksme), условное (vēlējuma izteiksme / kondicionālis), повелительное (pavēles izteiksme) и пересказывательное (atstāstījuma izteiksme). Иногда в отдельное наклонение выделяют также дебитив — долженствовательное наклонение (vajadzības izteiksme / debitīvs).
Форма повелительного наклонения 2-го лица единственного числа идентична соответствующей форме индикатива: nes «ты несёшь / неси», esi «ты есть / будь». Форма 2-го лица множественного числа образуется от основы настоящего времени при помощи окончания -iet (-ieties у переходных глаголов): nesiet «несите», esiet «будьте», mazgājieties «мойтесь».
В условном наклонении различаются настоящее и прошедшее времена. Форма условного наклонения настоящего времени едина для всех лиц и чисел и образуется от основы инфинитива при помощи суффикса -tu (-tos у возвратных глаголов): būtu «был бы / были бы», mazgātos «мылся бы / мылись бы». Формы условного наклонения прошедшего времени состоят из формы условного наклонения настоящего времени и действительного причастия прошедшего времени: būtu runājis «говорил бы», būtu runājusi «говорила бы», būtu runājuši «говорили бы» (мужчины), būtu runājušas «говорили бы» (женщины).
Пересказывательное наклонение используется для передачи действий, о которых говорящий знает с чужих слов. В пересказывательном наклонении различаются настоящее простое, настоящее сложное, будущее простое и будущее сложное времена. По лицам глаголы в пересказывательном наклонении не изменяются. Настоящее простое образуется при помощи суффикса -ot (-oties у переходных глаголов): lasot «якобы читает». Для образования будущего простого используется суффикс -šot (-šoties у переходных глаголов): lasīšot «якобы будет читать». Формы сложных времён состоят из формы глагола būt в пересказывательном наклонении (esot для настоящего сложного и būšot для будущего сложного) и действительного причастия прошедшего времени.
Долженствовательное наклонение (дебитив) используется для описания действий, которые кому-то необходимо совершить. При этом обозначение производителя действия стоит в дательном падеже, а объекта действия — в именительном: Brālim (датив) jāsēj rudzi (номинатив) — «Брату надо сеять рожь». В дебитиве различаются все шесть времён. Форма настоящего времени образуется от формы 3-го лица настоящего времени при помощи префикса jā-: runā «говорит/говорят» > jārunā «должен говорить». Формы всех остальных времён образуются добавлением к форме настоящего времени вспомогательного глагола būt в соответствующем времени: bija jārunā (прошедшее простое), būs jārunā (будущее простое), ir bijis jārunā (настоящее сложное), bija bijis jārunā (прошедшее сложное), būs bijis jārunā (будущее сложное).
Залог
Латышский различает два залога: активный (darāmā kārta) и пассивный (ciešamā kārta). В пассивном залоге формы всех шести времён образуются по принципу глагол-связка + страдательное причастие прошедшего времени. В качестве связки для простых времён выступает глагол tikt «становиться», а для сложных — būt «быть».
Причастия
В латышском существует четыре вида причастий: настоящего и прошедшего времени, действительные и страдательные. Как и прилагательные, причастия бывают полными и краткими.
Действительное причастие настоящего времени образуется от основы настоящего времени при помощи суффикса -oš- и родовых окончаний: ziedēt «цвести» > ziedošs «цветущий» (полная форма — ziedošais), ziedoša «цветущая» (полная форма — ziedošā).
Действительное причастие прошедшего времени образуется от основы прошедшего времени при помощи суффикса -uš-. Однако в именительном падеже краткой формы мужского рода этот суффикс отсутствует, а в женском роде принимает форму -us-: pieaugt «вырасти» > pieaudzis «выросший» (генитив — pieauguša), pieaugusi «выросшая» (генитив — pieaugušas).
В образовании страдательного причастия настоящего времени участвует суффикс -am- (для глаголов I и II спряжений) / -ām- (для глаголов III спряжения): lasīt «читать» > lasāms «читаемый», lasāma «читаемая».
Страдательные причастия прошедшего времени образуются от основы инфинитива при помощи суффикса -t- и родовых окончаний: lasīts, lasīta.

#### Деепричастия
Деепричастия в латышском языке образуются тремя способами: 
1. путём прибавления суффиксов -dams/dama/dami/damas или -damies/damās (в возвратных глаголах) к основе неопределённой формы глагола, например: iet «идти» > iedams (м. р. ед. ч.), iedami (м. р. мн. ч.) «идя» , celties «вставать» > celdamies (м. р. ед. ч. и мн. ч.), celdamās (ж. р. мн. ч) «вставая»;
2. путём прибавления суффиксов -ot, -oties (в возвратных глаголах) к основе настоящего времени глаголов: например, lasīt «читать» > lasot «читая», klausīties «слушать» > klausoties «слушая»;
3. путём прибавления суффиксов -am (-ām), -amies (-āmies) к основе настоящего времени глаголов.

Последняя форма употребляется исключительно с такими глаголами, как redzēt («видеть»), dzirdēt («слышать») и sajust («почувствовать») и т. п., например: Es redzēju viņu ejam pa ielu «Я видел, что он идёт по улице» (буквально: «Я видел его идём по улице»); Es dzirdēju māti runājam ar tēvu «Я слышал, как мать разговаривает с отцом» (буквально: «Я слышал мать говорим с отцом»).
Примечательно то, что в латышском языке суффиксы -ot, -oties используются для создания конструкций, схожих со сложными предложениями, например: Diena sākas, saulei austot «День начинается, когда восходит солнце» (буквально: «День начинается, солнцу вставая»), Karam beidzoties, viņš atgriezās mājās «Когда закончилась война, он вернулся домой» (буквально: «Войне заканчиваясь, он вернулся домой»).

#### Наречия
Наречия в латышском языке образуются при помощи суффиксов -i (наиболее продуктивный тип), -u, -am/-ām.
По семантике наречия делятся на качественные, обстоятельственные и наречия состояния. Обстоятельственные подразделяют на наречия меры, образа действия, места и времени.
Формы сравнительной степени образуются при помощи суффикса -āk от основы формы положительной степени: maz «мало» > mazāk «меньше», labi «хорошо» > labāk «лучше». Для образования форм превосходной степени используется префикс vis-: vismazāk «меньше всего», vislabāk «лучше всего». Единственным наречием, образующим формы степеней сравнения супплетивно, является daudz «много»: vairāk «больше», visvairāk «больше всего».

#### Предлоги
С морфологической точки зрения латышские предлоги делятся на простые и сложные. Сложные подразделяются на первичные (aiz «за, у», dēļ «из-за») и вторичные, образованные от наречий или существительных (apakš «под» < apakšā «внизу» < apakša «низ»).
Большинство предлогов употребляется препозитивно. В постпозиции всегда ставятся только dēļ «из-за» и labad «для». Как правило, один предлог может сочетаться только с одним падежом (родительным, дательным или винительным), лишь некоторые с двумя. Во множественном числе все предлоги, кроме dēļ и labad, сочетающихся с генитивом, употребляются с дательным падежом.

#### Союзы
По строению латышские союзы делят на простые (un «и») и составные (kaut gan «хотя; несмотря на то, что»). Кроме того, существуют коррелятивные союзы, части которых разделяются другими членами предложения (ne vien… bet arī — «не только… но и»). По синтаксической функции — на сочинительные (un «и», bet «но», vai «или») и подчинительные (tikko «как только», tāpēc «потому что», ja «если»).

#### Частицы
Частицы, как правило, соотносятся с другими частями речи: pat «даже» < pats «сам», vien «только» < viens «один». Имеются и заимствованные частицы: vai «разве, ли» из эстонского или ливского и jā «да» из немецкого.

#### Междометия
Междометия делят на первичные (ai «ай») и производные (re «вот» < redzi «видишь»). Есть междометия, заимствованные из других языков: hallo, urrā.

### Синтаксис
Латышский — язык номинативного строя. Порядок слов свободный, базовым является порядок SVO. Определяющее слово обычно ставится перед определяемым.
По синтаксической модальности выделяется пять типов предложений: повествовательные, вопросительные, побудительные, пожелательные и восклицательные.

### Лексика
На протяжении своей истории латышский заимствовал лексику из соседних финно-угорских, славянских, германских и балтийских языков; кроме того, он располагает большим пластом интернационализмов. Финно-угорская лексика попадала в латышский из ливского и эстонского языков; она связана с морем, рыбной ловлей и растениями: laiva «лодка», bura «парус», paisums «прилив», liedags «пляж», selga «открытое море», loms «улов», kaija «чайка», pīlādzis «рябина». В литературном латышском языке слов финно-угорского происхождения около 80, в диалектах их количество доходит до 400.
Славянизмы приходили в латышский преимущественно из древнерусского и русского языков, но есть также определённый процент белорусизмов и полонизмов. Основной приток славянизмов приходится на время до (X—XII века) и после (с XVIII века) немецкого завоевания Латвии. Среди ранних славянизмов такие слова, как bagāts «богатый», kalps «слуга, батрак» (< *xolpъ), cilvēks «человек», sods «наказание» (< др.-рус. соудъ «суд»), baznīca «церковь» (< др.-рус. божьница), grāmata «книга» (< др.-рус. грамота), krusts «крест», bezmens «безмен», cena «цена», doma «мысль», kāposti «капуста», pulks «полк»; среди поздних: brāga «брага», bronza «бронза», balagans «балаган», strādāt «работать» (< рус. страдать).
Больше всего среди заимствований германизмов (около 700 слов). После немецкого завоевания Латвии в XIII веке в латышский начали проникать слова из средненижненемецкого: amats «ремесло», ārsts «врач», bikses «штаны», brīvs «свободный», dvielis «полотенце», sīpols «лук», skola — «школа», stunda «час», ziepes «мыло»; а с XVI века из нововерхненемецкого: bumbieris «груша», ķirsis «вишня», gurķis «огурец», un «и». В XX веке в латышском языке стали появляться англицизмы: frīstails «фристайл», spīdvejs «спидвей», mikseris «миксер», džezs — «джаз».
Заимствований из других балтийских языков в латышском немного — как правило, это термины, которые вводили в язык «младолатыши», проводя политику языкового пуризма для замены германизмов.

## История изучения

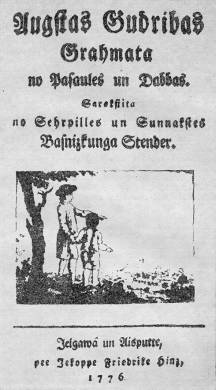
«Книга высшей мудрости» на латышском языке, выпущенная в 1776 году

Первый словарь латышского языка — «Lettus», составленный Г. Манцелем — вышел в 1638 году.
Первой грамматикой латышского языка является короткое «Руководство по латышскому языку» (лат. Manuductio ad linguam lettonicam) И. Г. Рехехузена, изданное в 1644 году в Риге. В 1685 году вышла намного более подробная грамматика Г. Адольфи «Erster Versuch Einer kurtz-verfasseten Anleitung Zur Lettischen Sprache», составленная несколькими авторами; основным её автором был ученик Г. Манцеля Х. Фюрекер, который, в свою очередь, составил также два латышско-немецких словаря.
Современная леттонистика берёт начало во второй половине XIX века, когда вышли латышская грамматика А. Биленштейна (1863), учебник латышского языка А. Стерсте и описание латышских диалектов А. Бецценбергера.
Расцвет леттонистики приходится на рубеж XIX—XX веков — 1920-е годы. В это время выходят четырёхтомный латышско-немецкий словарь К. Мюленбаха, дополненный Я. Эндзелинсом, грамматика латышского языка того же Эндзелинса, а также целый ряд работ по диалектологии, истории и топонимике латышского языка.
В межвоенный период леттонистикой занимаются А. Абеле, Ю. Плакис, Э. Блесе, А. Аугсткалнис, Я. Зеверс. Активно развивается диалектология, печатается ряд важных работ.
После Второй мировой войны леттонистику развивали такие учёные, как К. Анцитис, Э. Кагайне, С. Раге, М. Рудзите, Д. Земзаре, Б. Лаумане, А. Озолс, Р. Бертулис, А. Блинкена, А. Брейдакс, М. Бренце, О. Бушс, Р. Вейдемане, Р. Грабис, М. Граудиня, Р. Грисле, В. Дамбе, К. Карулис, А. Лауа, Т. Порите, А. Рекена, Я. Розенбергс, Л. Розе, М. Сауле-Слейне, В. Сталтмане, Э. Шмите, В. Руке-Дравиня, К. Дравиньш, Б. Егерс, Э. Хаузенберг-Штурм, А. Гатерс, В. Зепс, С. Кольбушевский, М. Букш, Й. Плацинский, Т. Г. Феннелл, Э. Дунсдорф.

## Примеры текстов

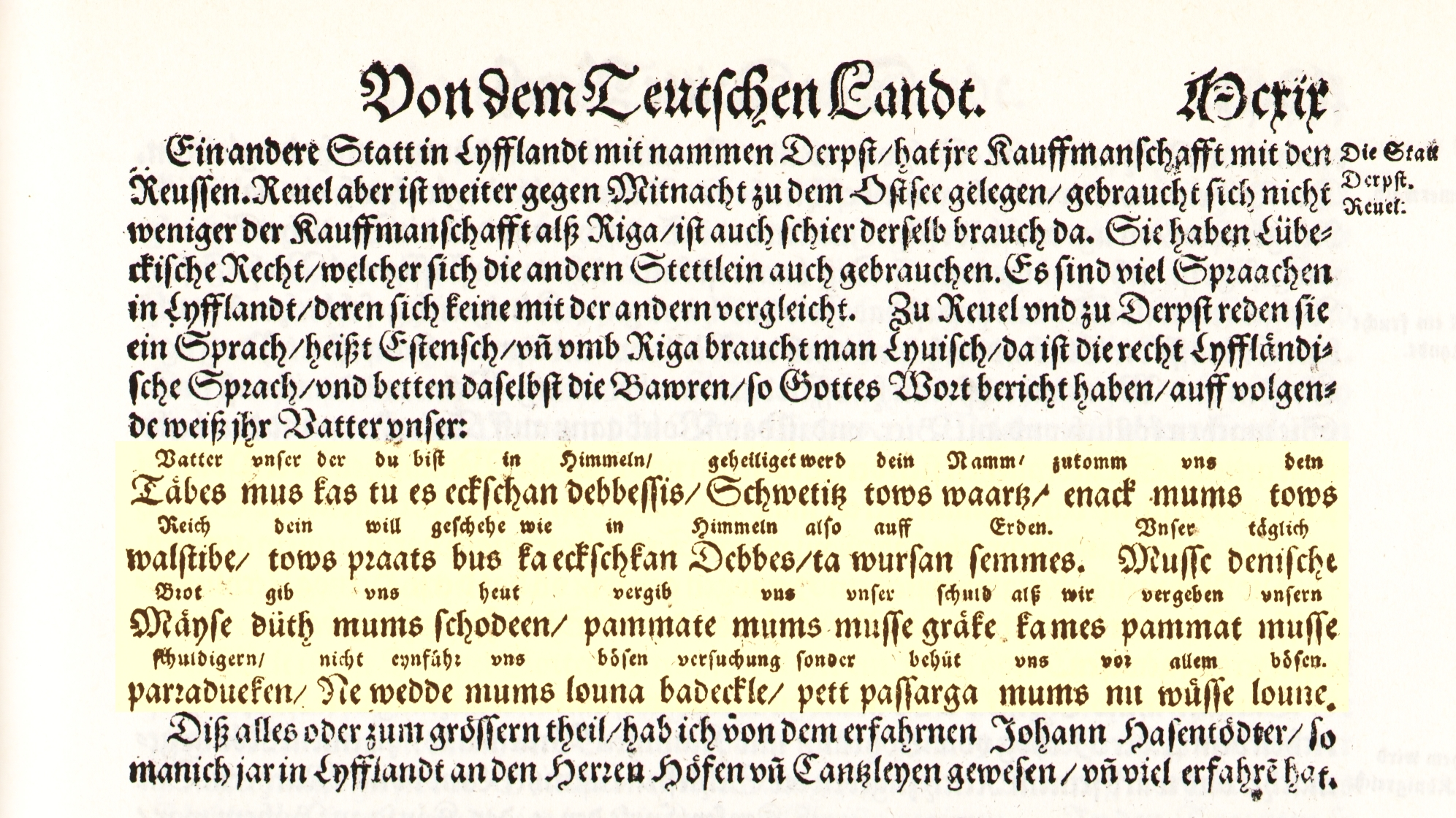
«Отче наш» в старой орфографии

«Отче наш» на старолатышском и современном языке:
Taᵉbs mus, kas tu es eckʃchkan debbeʃʃis, schwetitz lai top tows waartz, enack mums tows walʃtibe, tows praats bus ka eckchkan Debbes, ta wurʃan ʃemmes. Muʃʃe deniʃche Maᵉyʃe důth mümß ʃchodeen pammate můms muße graᵉke ka meß pammat muße parraduecken, ne widde mums louna badeckle, pett paʃʃarga mums nu wuᵉʃʃe loune. Amen.
Mūsu Tēvs debesīs, svētīts lai top Tavs vārds, lai nāk Tava valstība, Tavs prāts lai notiek kā debesīs, tā arī virs zemes. Mūsu dienišķo maizi dod mums šodien un piedod mums mūsu parādus, kā arī mēs piedodam saviem parādniekiem, un neieved mūs kārdināšanā, bet atpestī mūs no ļaunā.